# Теория байесовского поиска
Теория байесовского поиска является приложением байесовской статистики к поиску потерянных объектов, например, затонувших кораблей.
Обычно используется следующая процедура:
1. Сформулировать множество гипотез о том, что могло случиться с кораблём.
2. Для каждой гипотезы построить распределение вероятностей возможного местоположения корабля.
3. Построить распределение вероятностей того, что объект будет действительно обнаружен в Х, если он там находится. В океанических поисках это обычно функция глубины поиска — на мелководье шансы найти что-то значительно выше, если искать в правильном месте. С увеличением глубины шансы уменьшаются.
4. Объединить оба распределения в полное распределение вероятностей (обычно это подразумевает их простое перемножение). В результате получаем вероятность нахождения судна в точке X для всех возможных местоположений X.
5. Построить маршрут поиска, который проходил бы по областям с наибольшей вероятностью нахождения затонувшего судна.
6. В процессе поиска постоянно обновлять оценки вероятностей согласно теореме Байеса. То есть, если была обыскана точка X, и судно не было найдено, то вероятность, что судно затонуло именно здесь, сильно уменьшается (хотя и не до нуля), а вероятности обнаружения судна во всех других возможных местоположениях должны быть увеличены.

Преимущество метода Байеса состоит в том, что вся доступная информация используется совместно, и метод автоматически производит оценки стоимости поиска для заданной вероятности успеха. Например, метод позволяет до начала поиска высказать утверждение вида: «Есть 65  % вероятность найти судно за 5 дней поиска. Причём, при 10-дневном поиске вероятность успеха увеличивается до 90 %, а для 15 дней — до 97  %».
С помощью теории байесовского поиска были найдены многие суда. В том числе: USS Scorpion, MV Derbyshire (наибольший когда-либо потерянный в море Британский корабль) и SS Central America. Также она привела к успеху поиски потерянной термоядерной бомбы после авиакатастрофы над Паломаресом в Испании.
Теория байесовского поиска интегрирована в программное обеспечение для планирования спасательных операций CASP (англ. Computer Assisted Search Program, то есть компьютеризированную программу поиска) для поисково-спасательной службы береговой охраны США. Позже эта программа была адаптирована для наземных поисков путём добавления ландшафтных укрывающих факторов и используется ВВС США и Гражданским аэронавигационным патрулём США.